# Labeo curriei
Labeo curriei és una espècie de peix cipriniforme de la família dels ciprínids.

## Morfologia
Els mascles poden assolir els 16 cm de longitud total.

## Distribució geogràfica
Es troba a Àfrica: riu Saint Paul (Libèria) i, possiblement també, al riu Corubal (Guinea Bissau).